# Papiro 967

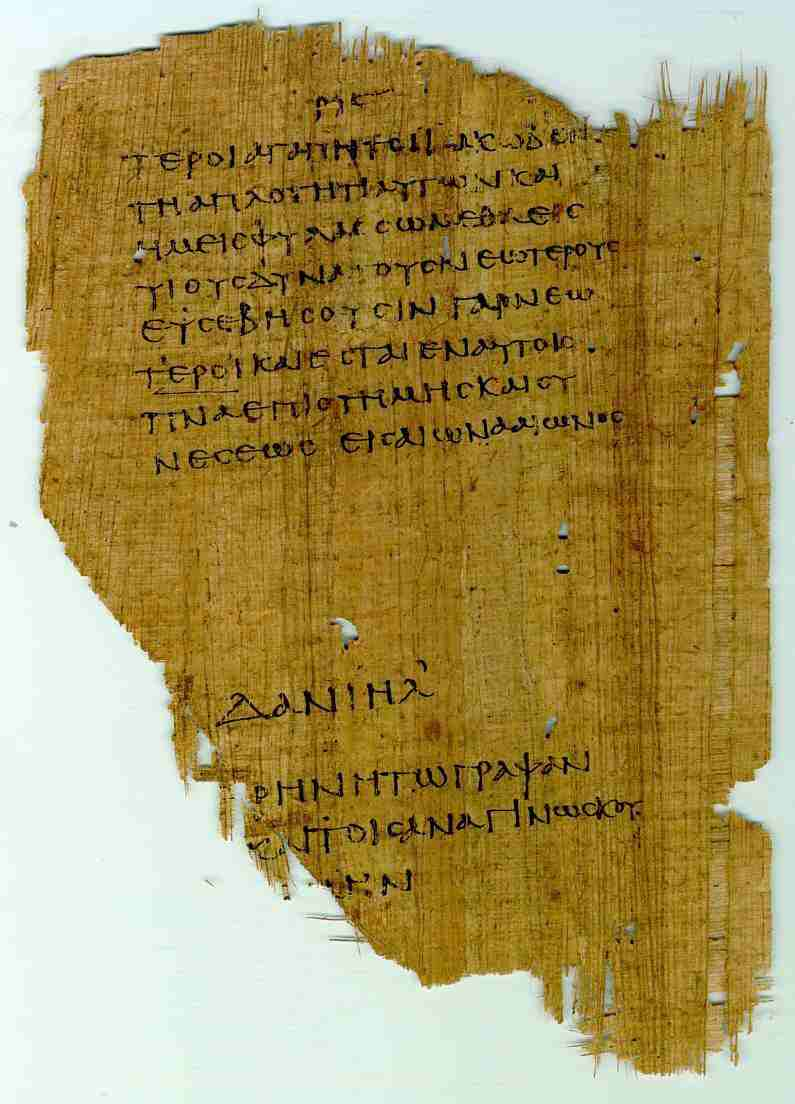
P. Köln Theol. 37v (Susana 62a-62b)

El Papiro 967 es un manuscrito bíblico del siglo III, descubierto en 1931.
Es notable por contener fragmentos del texto original de la Septuaginta del Libro de Daniel, que fue completamente reemplazado por un texto revisado a finales del siglo IV y que solo sobrevive en una traducción en siríaco y en el Codex Chisianus 88. El manuscrito también es importante para encontrar las primeras variantes, tanto en el texto del Libro de Ezequiel como en el Libro de Daniel.
Las 59 páginas del manuscrito de P 967 en la actualidad se mantiene en cinco lugares diferentes.
- 29 foll. Biblioteca Chester Beatty (Dublín) como Chester Beatty IX-X; en la primera revisión del papiro en 1933, los fragmentos de Ezequiel y Esther fueron interpretados como pertenecientes a un independiente papiro como las de Daniel y se les dio el número IX y el obsoleto Rahlfs número "P 968".
- 21 foll como John H. Scheide Papiro 3 en la Biblioteca de la Universidad de Princeton
- Porciones sustanciales se mantienen en la Biblioteca de la Universidad de Colonia.
- 2 foll. en el Monasterio de Montserrat, Barcelona como Scriptorium Biblicum et Orientale P Barc. Inv. 42 + 43
- varios foll. en Madrid, en la Fundación Pastor de Estudios Clásicos, P Matr. 1

## Ediciones
- Angelo Geißen: Der Septuagintatext des Buches Daniel, Cap 5 a 12 años, zusammen mit Susana, Bel et Draco, sowie Esther 1,1–2,15 nach dem Kölner Teil des Papiro 967.  Papyrologische Texte und Abhandlungen 5. Bonn 1968.
- Winfried Hamm, Papyrologische Texte und Abhandlungen 10/21 (1969, 1977)
- Leopold Günther Jahn: Der griechische Texto des Buches Ezequiel nach dem Kölner Teil des Papiro 967.  Papyrologische Texte und Abhandlungen 15. Bonn 1972.
- Allan Ch. Johnson; Henry S. Gehman; Edmund H. Kase: El John H. Scheide Papiros Bíblicos: Ezequiel (Princeton Estudios en Papyrology 3).  Princeton de 1938.
- Frederic G. Kenyon: El Chester Beatty Bíblica Papiros VII: Ezequiel, Daniel, Ester.  Texto. Londres, 1937. Los platos. En Londres en 1938.
- Información y Fotos de la Cologn parte: http://www.uni-koeln.de/phil-fak/ifa/NRWakademie/papyrologie/PTheol1.html